# 貴志村 (兵庫県)
貴志村（きしむら）は、兵庫県有馬郡にあった村。現在の三田市の南西部、武庫川の右岸にあたる。

## 地理
- 河川：武庫川、内神川、相野川

## 歴史
- 1889年（明治22年）4月1日 - 町村制の施行により、池尻村・上深田村・下深田村（飛地を除く）・貴志村・馬渡村・上内神村・中内神村・沢谷村・下内神村・広沢村・広野村（飛地を除く）・上井沢村（飛地を除く）・下井沢村・西野上村および加茂村の飛地の区域をもって発足。
- 1943年（昭和18年）12月20日 - 分割し、大字馬渡・上内神・中内神・沢谷・下内神・広沢・広野・上井沢・下井沢・西野上が中野村と合併して広野村が発足。大字下深田・上深田・池尻・貴志が三田町に編入。同日貴志村廃止。

## 交通

### 鉄道路線
- 日本国有鉄道
  - 福知山線
    - 広野駅

現在は旧村域に神戸電鉄公園都市線のフラワータウン駅・南ウッディタウン駅・ウッディタウン中央駅が所在するが、当時は未開業。

### 道路
現在は旧村域に舞鶴若狭自動車道の三田西インターチェンジが所在するが、当時は未開通。